# Peixe-borboleta-de-Lord-Howe
O peixe-borboleta-de-lord-howe (Amphichaetodon howensis), é uma espécie de peixe-borboleta nativo das águas temperadas do sudoeste do Oceano Pacífico, do sudeste da Austrália e sul da Barreira de Coral para Aotearoa (Nova Zelândia), Ilhas Kermadec, Norfolk e Lord Howe, sendo a Ilha de Lord Howe a localidade tipo, onde a espécie foi coletada pela primeira vez pelo zoólogo e ictiólogo australiano Edgar Ravenswood Waite e descrito em 1903. Pode ser encontrado frequentemente solitário ou nadando formando casais, é uma espécie monogâmica, que só possui um único parceiro em sua vida. O peixe-borboleta-de-Lord-Howe prefere habitar florestas de kelp, recifes coralinos e rochosos, entre as profundidades de 10 a 150 m.